# 차백신연구소
차백신연구소(CHA Vaccine Research Institute)는 자체 개발한 면역증강 플랫폼 기술을 기반으로 차세대 백신과 면역치료제를 개발하는 연구중심형 벤처기업이다. 감염성 질환의 예방 및 치료를 위한 차세대 백신과 다양한 난치성 암을 치료하는 항암면역치료제를 개발하고 있다.

## 주요 파이프라인

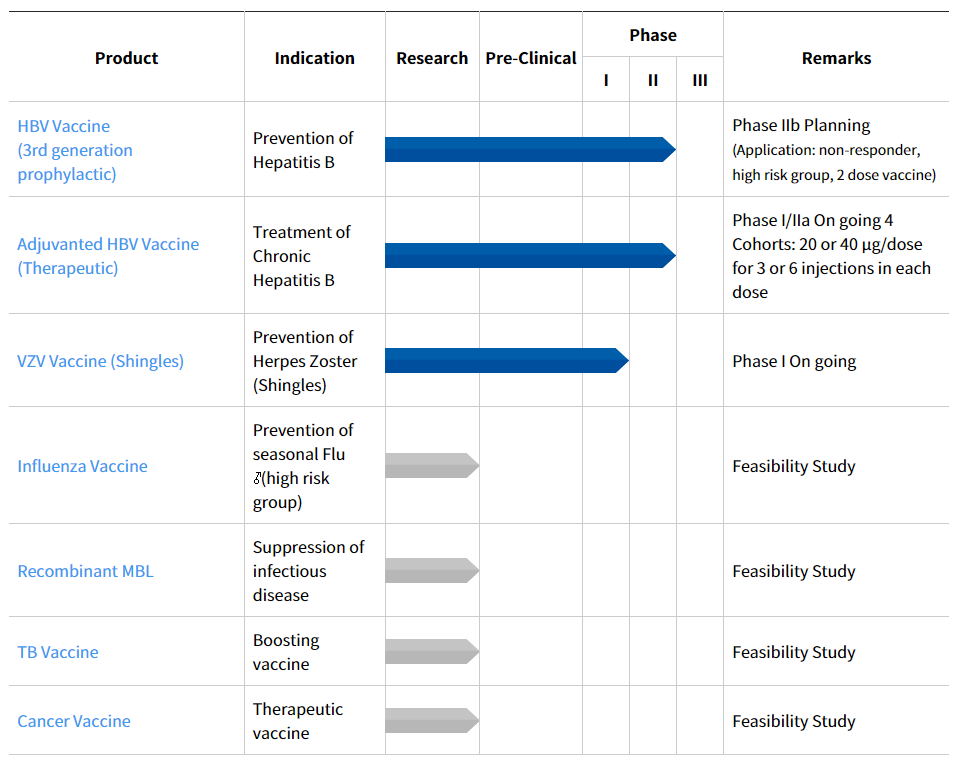
차백신연구소 주요 파이프라

## 상장
2021년 10월 22일에 삼성증권을 주관사로 공모가 11,000원에 코스닥 시장에 상장하였다.

## 같이 보기
- 차병원